# Adam Wysocki
Adam Wysocki (ur. 24 grudnia 1974 w Augustowie) – polski kajakarz, dwukrotny mistrz świata (1994, 1999), trzykrotny mistrz Europy, wielokrotny mistrz Polski, czterokrotny olimpijczyk (1996, 2000, 2004, 2008).

## Kariera sportowa
Przez całą karierę był zawodnikiem Sparty Augustów, pierwszy duży sukces odniósł w 1994 zdobywając mistrzostwo świata w konkurencji K-2 200 m (z Maciejem Freimutem, z którym tworzył reprezentacyjną osadę do 1997). W 1999 powtórzył ten sukces w konkurencji K-2 1000 m (z Markiem Twardowskim, z którym tworzył reprezentacyjną osadę od 1998). Na mistrzostwach świata zdobył ponadto 10 srebrnych i sześć brązowych medali, na mistrzostwach Europy wywalczył trzy tytuły mistrzowskie, dwa tytuły wicemistrzowskie i dziewięć brązowych medali. W latach 1995–2010 zdobył 45 tytułów mistrza Polski.

### Igrzyska olimpijskie
- 1996: K-2 500 m - 5 m. (z Maciejem Freimutem, K-4 1000 m - 4 m. (partnerami byli Grzegorz Kaleta, Piotr Markiewicz i Marek Witkowski
- 2000: K-2 500 m - 5 m., K-2 1000 m - 8 m. (w obu startach z Markiem Twardowskim)
- 2004: K-2 500 m - 4 m. (z Markiem Twardowskim)
- 2008: K-2 500 m - 8 m. (z Markiem Twardowskim), K-4 1000 m - 6 m. (partnerami byli Marek Twardowski, Paweł Baumann i Tomasz Mendelski)

### Mistrzostwa świata
- 1993: K-4 500 m - 4 m. (partnerami byli Grzegorz Kaleta, Piotr Markiewicz i Grzegorz Kotowicz, K-4 1000 m - 9 m. (partnerami byli Andrzej Gryczko, Maciej Freimut i Grzegorz Kaleta
- 1994: K-2 200 m - 1 m. (z Maciejem Freimutem), K-2 500 m - 5 m. (z Maciejem Freimutem), K-4 1000 m (partnerami byli Piotr Markiewicz, Grzegorz Kotowicz i Marek Witkowski
- 1995: K-2 200 m - 4 m. (z Maciejem Freimutem), K-2 500 m - 3 m. (z Maciejem Freimutem), K-4 1000 m - 3 m. (partnerami byli Piotr Markiewicz, Grzegorz Kaleta i Marek Witkowski
- 1997: K-2 200 m - 7 m. (z Maciejem Freimutem), K-2 500 m - 4 m. (z Maciejem Freimutem)
- 1998: K-2 500 m - 7 m. (z Markiem Twardowskim)
- 1999: K-2 200 m - 3 m., K-2 500 m - 1 m., K-2 1000 m - 2 m. (we wszystkich startach z Markiem Twardowskim), K-4 200 m - 2 m. (partnerami byli Piotr Markiewicz, Marek Twardowski i Paweł Łakomy)
- 2001: K-2 200 m - 5 m., K-2 500 m - 5 m., K-2 1000 m - 7 m. (we wszystkich startach z Markiem Twardowskim), K-4 200 m - 7 m. (partnerami byli Grzegorz Kotowicz, Marek Twardowski i Marek Witkowski)
- 2002: K-2 200 m - 2 m., K-2 500 m - 2 m., K-2 1000 m - 6 m. (we wszystkich startach z Markiem Twardowskim)
- 2003: K-2 200 m - 2 m., K-2 500 m - 4 m. (w obu startach z Markiem Twardowskim)
- 2005: K-2 200 m - 5 m., K-2 500 m - 2 m. (w obu startach z Markiem Twardowskim), K-4 1000 m - 3 m. (partnerami byli Paweł Baumann, Marek Twardowski i Przemysław Gawrych)
- 2006: K-2 200 m - 2 m. (z Markiem Twardowskim), K-4 500 m - 3 m. (partnerami byli Tomasz Mendelski, Paweł Baumann i Przemysław Gawrych), K-4 1000 m - 2 m. (partnerami byli Tomasz Mendelski, Paweł Baumann i Marek Twardowski)
- 2007: K-4 1000 – 2 m. (partnerami byli Tomasz Mendelski, Paweł Baumann i Marek Twardowski)

### Mistrzostwa Europy
- 1997: K-2 200 m - 3 m. (z Maciejem Freimutem), K-2 500 m - 2 m. (z Maciejem Freimutem), K-4 200 m - 3 m. (partnerami byli Piotr Markiewicz, Grzegorz Kotowicz i Marek Witkowski)
- 1999: K-2 200 m - 1 m., K-2 500 m - 1 m., K-2 1000 m - 3 m. (we wszystkich startach z Markiem Twardowskim)
- 2000: K-2 500 m - 7 m. (z Markiem Twardowskim)
- 2001: K-2 200 m - 3 m., K-2 500 m - 3 m., K-2 1000 m - 7 m. (we wszystkich startach z Markiem Twardowskim)
- 2002: K-2 200 m - 3 m., K-2 500 m - 4 m. (w obu startach z Markiem Twardowskim)
- 2004: K-2 200 m - 6 m., K-2 500 m - 5 m. (w obu startach z Markiem Twardowskim)
- 2005: K-2 200 m - 1 m., K-2 500 m - 2 m. (w obu startach z Markiem Twardowskim), K-4 1000 m - 3 m. (partnerami byli Tomasz Mendelski, Paweł Baumann i Marek Twardowski)
- 2006: K-2 200 m - 4 m., K-2 500 m - 9 m. (w obu startach z Markiem Twardowskim)
- 2007: K-2 500 m - 3 m. (z Tomaszem Mendelskim), K-4 200 m - 9 m. (partnerami byli Tomasz Mendelski, Paweł Baumann i Tomasz Górski), K-4 1000 m - 3 m. (partnerami byli Tomasz Mendelski, Adam Seroczyński i Marek Twardowski)

### Mistrzostwa Polski
Łącznie zdobył 46 tytułów mistrza Polski seniorów:
- K-2 200 m: 1998, 1999, 2000, 2001, 2003, 2005, 2006, 2007, 2008, 2009, 2010 (we wszystkich startach z Markiem Twardowskim)
- K-4 200 m: 1995, 1996, 1997, 1998, 1999, 2000, 2003, 2005
- K-2 500 m: 1998, 1999, 2000, 2001, 2004, 2005, 2006, 2007, 2008, 2009 (we wszystkich startach z Markiem Twardowskim)
- K-4 500 m: 1996, 1999, 2001, 2004
- K-2 1000 m: 1999, 2003, 2004, 2005, 2006, 2008, 2009 (we wszystkich startach z Markiem Twardowskim)
- K-4 1000 m: 1995, 1996, 1997, 1998, 1999, 2020